# Tôn Phi Phi
Tôn Phi Phi (sinh ngày 21 tháng 2 năm 1981) là một nữ diễn viên người Trung Quốc.

## Tiểu sử
Tôn Phi Phi là con một trong gia đình quân nhân. Cha mẹ đều là nhân viên tham gia vào việc sản xuất các máy bay chiến đấu quân sự. Việc giáo dục trong gia đình rất bảo thủ, nghiêm khắc. Lúc nhỏ, tính cách cô khá hướng nội, dễ khóc, thường được gọi là "túi thích khóc". Khi học tiểu học, cô có biệt danh là " Tôn đại đầu" vì có đặc điểm đầu to. Do có biểu hiện gù lưng và để sửa dáng, cô được cho học múa từ sớm.
Năm 1993, cô được nhận vào Học viện Múa Bắc Kinh khoa Múa cổ điển Trung Quốc.
Năm 11 tuổi, rời xa sự chăm sóc của bố mẹ, cô một mình từ Tây An lên Bắc Kinh nhập học  rồi sống trong ký túc xá và có những trải nghiệm tự lập từ rất sớm. Tại học viện múa, cô trở thành người nổi bật với những thành tích đạt được.

## Đời tư
Ngày 5 tháng 6 năm 2014, Tôn Phi Phi bị bắt gặp đến đăng ký kết hôn tại Cục Dân chính Bắc Kinh. Chồng cô họ Sử, có tên tiếng Anh là Jack Shi, là Hoa kiều Mỹ, gốc Phúc Kiến, giám đốc một chi nhánh của Tập đoàn Lenovo. Vào 2h sáng ngày 11 tháng 6, Tôn Phi Phi thông qua trang cá nhân Sina Weibo, phản bác tin đồn đây là kết hôn lần 2.
Ngày 12 tháng 7 năm 2014, cặp đôi tổ chức hôn lễ ở Bắc Kinh.

## Sự nghiệp
Trong bộ phim Cha 100%, Tôn Phi Phi đóng vai một cô gái dễ thương. Khán giả truyền hình bắt đầu biết đến Tôn Phi Phi nhờ vẻ đáng yêu và ngây thơ của cô. Năm 2009, Tôn Phi Phi đóng vai chính trong bộ phim lịch sử Khổng tước Đông Nam phi (孔雀东南飞) nói về một chuyện tình đẹp và buồn.

## Phim tham gia

### Phim điện ảnh
| Năm  | Tựa đề                | Tựa đề gốc | Vai       | Ghi chú                               |
| ---- | --------------------- | ---------- | --------- | ------------------------------------- |
| 2002 | Ngọc Quan Âm          | 玉觀音     |           | Khách mời                             |
| 2006 | Vầng trăng Trung Quốc | 中国月亮   | Dương Mai | Tên khác là Một người Mỹ ở Trung Quốc |
| 2006 | Tự thú                | 自首       | Tiểu Hồng |                                       |
| 2009 | Nhân Hoàng Phục Hy    | 人皇伏羲   | Nữ Oa     |                                       |

### Phim truyền hình
| Năm  | Tựa đề                        | Tựa đề gốc     | Vai                         |
| ---- | ----------------------------- | -------------- | --------------------------- |
| 2011 | Cung tỏa châu liêm            | 宫锁珠帘       | Hiếu Kính Hiến Hoàng hậu    |
| 2011 | Hoàn Hương                    | 莞香           | Tây Thúy cách cách          |
| 2011 | Trường thọ tiên tử            | 麻姑献寿       | Ma Cô                       |
| 2011 | Bích Ba tiên tử               | 碧波仙子       | Hồng Ngư Nhi                |
| 2010 | Huyết sắc luyến tình          | 血色恋情       | Cửu Hồng                    |
| 2010 | Nội tuyến                     | 内线           | Sở Hương Tuyết              |
| 2010 | Đợi đến ngày thắng lợi        | 等到胜利那一天 | Mai Vân                     |
| 2010 | Mẫu đơn đình                  | 牡丹亭         | Đỗ Lệ Nương                 |
| 2010 | Mỹ nhân tâm kế                | 美人心計       | Thanh Ninh                  |
| 2009 | Khổng tước Đông Nam phi       | 孔雀东南飞     | Lưu Lan Chi                 |
| 2008 | Mai khôi giang hồ             | 玫瑰江湖       | Thẩm Tư Như                 |
| 2007 | Gọi một tiếng mẹ              | 叫一声妈妈     | Giản Viên Nguyệt            |
| 2006 | Yêu sâu thẳm                  | 爱有多深       | Trịnh Tú                    |
| 2006 | Sở Lưu Hương truyền kỳ        | 楚留香传奇     | Lý Hồng Tụ                  |
| 2006 | Bích huyết kiếm               | 碧血剑         | A Cửu/Trường Bình công chúa |
| 2005 | Khai sáng thịnh thế           | 开创盛世       | Nguyệt Dung công chúa       |
| 2005 | Tiểu Ngư Nhi và Hoa Vô Khuyết | 小魚兒與花無缺 | Hoa Nguyệt Nô               |
| 2004 | Thất kiếm hạ Thiên Sơn        | 七剑下天山     | Đổng Tiểu Uyển              |
| 2004 | Hiệp ảnh tiên tung            | 侠影仙踪       | Liễu Nhất Tịch              |
| 2004 | Hoàn mỹ                       | 完美           | Trần Tử Hoan                |
| 2004 | Bắc Kinh, tình yêu của tôi    | 北京我的爱     | Dương Tuyết                 |
| 2003 | Bình tung hiệp ảnh            | 萍踪侠影       | Tịnh công chúa              |
| 2002 | Lý Vệ làm quan II             | 李卫当官2      | Nhạc Tư Doanh               |
| 2002 | Tổ trọng án số 6              | 重案六组       | Điền Nhụy                   |
| 2001 | Mùa đông không lạnh lẽo       | 冬天不冷       | Đặng Lộc                    |
| 2001 | Cha 100%                      | 老爸百分百     | Đinh Phi Phi                |